# Viața românească
Viața românească (pol. „życie rumuńskie”) – rumuńskie czasopismo o profilu literackim i naukowym, ukazujące się w okresie od marca 1906 do sierpnia 1916 i od września 1920 do września 1930 w Jassach, a od 1930 do września 1940 w Bukareszcie. W 1940 roku wydawanie pisma zostało zawieszone. 
Pismo miało nawiązywać do tradycji „Dacia literară”. Propagowało zwrócenie się ku wsi, mającej być nosicielem rumuńskiego ducha, jednak nie odrzucało kultury światowej. Według „Viața românească” jednym z głównych celów literatury miało być wzbudzenie sympatii dla warstw chłopskich przy jednoczesnym podniesieniu poziomu kulturalnego wsi. Miało się to odbywać poprzez tworzenie realistycznych dzieł, w których centralną postacią był rumuński chłop.
Z „Viața românească” współpracowali m.in.: Mihail Sadoveanu, Calistrat Hogaș, Gheorghe Topîrceanu, Ionel Teodoreanu, Jean Bart, Ion Luca Caragiale, Barbu Delavrancea, Nicolae Gane, Alexandru Vlahuță, George Coșbuc, Ștefan Octavian Iosif, Ioan Alexandru Brătescu-Voinești, Gala Galaction, Octavian Goga, Dimitrie Anghel, Tudor Arghezi, Ion Barbu, Mihail Codreanu, Alice Botez. Pismem kierowali: Constantin Stere, pisarz Paul Bujor (1862–1952), bakteriolog Ioan Cantucuzino (1863–1934), Gabaret Ibrăileanu (sekretarz redakcji od 1933 r.), psycholog i polityk Mihail Ralea (1896–1964) oraz George Călinescu. 
Pismo było wydawane także pomiędzy listopadem 1944 a lipcem 1946, tytuł wznowiono w czerwcu 1948 r. jako miesięcznik Związku Pisarzy Rumuńskich.